# 阿德里安·西米翁
阿德里安·西米翁（羅馬尼亞語：Adrian Simion，1961年8月2日—），罗马尼亚男子手球运动员。他曾代表罗马尼亚国家队参加1984年夏季奥林匹克运动会手球比赛，获得一枚铜牌。